# Bistum Motherwell
Das Bistum Motherwell (lateinisch: Dioecesis Matrisfontis, englisch: Diocese of Motherwell) mit Sitz in Motherwell ist ein Bistum der römisch-katholischen Kirche in Schottland.
Es wurde durch die Apostolische Konstitution Maxime interest am 25. Mai 1947 errichtet. Das Bistum Motherwell umfasst ehemalige Gebiete des Erzbistums Glasgow und des Bistums Galloway. Bischofskirche ist die Cathedral of Our Lady of Good Aid.

## Bischöfe
- 1948–1954 Edward Douglas
- 1955–1964 James Scanlan, danach Erzbischof von Glasgow
- 1964–1982 Francis Thomson
- 1983–2013 Joseph Devine
- seit 2014 Joseph Anthony Toal

## Weblinks

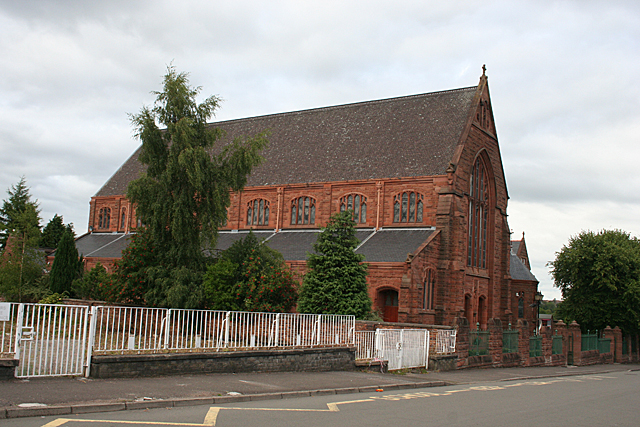
Motherwell Cathedral